# Chupeta

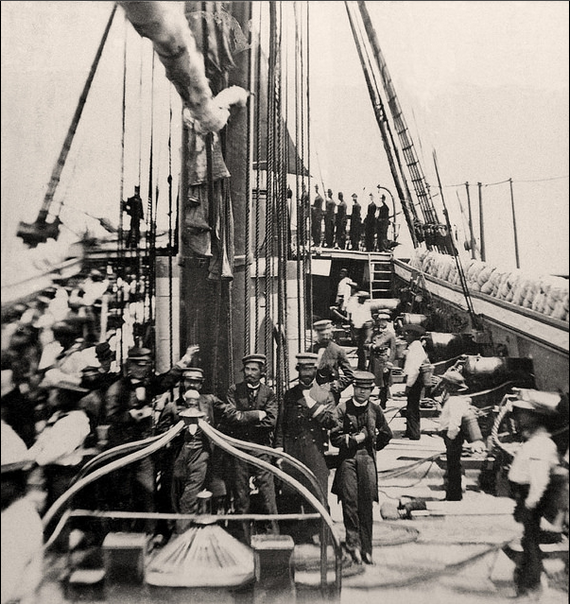
Foto tomada en 1860 de la cubierta de artillería de la corbeta Esmeralda, sobre la cual se construyó la toldilla (en popa, al fondo) que protegía la chupeta de las inclemencias del tiempo. A ambos costados de la cubierta corría la amurada. En el centro de la nave puede verse la carroza, una liviana estructura metálica que, forrada en lona, protegía la escotilla a la cubierta inferior de la lluvia. Delante de la carroza puede verse, algo difuso, el cubichete que servía a la cubierta inferior para la ventilación e iluminación con luz natural.

En náutica, la chupeta es un espacio ubicado sobre la popa de la cubierta principal de un buque de guerra a vela destinado a albergar a los oficiales durante el viaje y a los carpinteros durante la batalla. (ing. Poop royal, Poop, Poop cabin).
La Cartilla práctica de construcción naval dice en su pág. 39:
La necesidad de alojar inmediatos a la maniobra de las velas al capitán y principales oficiales del buque, ha hecho se establezca una semicubierta a popa y sobre el alcázar, que se llama toldilla, formándose debajo de esta, y a cada costado del buque unos pequeños alojamientos terminados por la parte de popa en los navíos de guerra por una gran pieza ó estancia que se denomina cámara alta ó de consejo. El sitio de estas pequeñas divisiones, llamadas camarotes, se llama la chupeta. Los demás oficiales se alojan en la segunda cubierta, ó parte que se separa por medio de un mamparo ó movible de quita y pon, y se llama cámara baja.